# 元和街道 (苏州市)
元和街道，是中华人民共和国江苏省苏州市相城区下辖的一个乡镇级行政单位，其前身元和镇于2002年由陆慕、蠡口二镇合并而成。

## 行政区划
元和街道下辖以下地区：
北街社区、香城花园社区、古巷社区、下塘社区、娄化社区、蠡口社区、元和之春社区、娄北社区、唐家社区、湖沁社区、众泾社区、凌浜社区、御窑社区、姚祥社区、朱巷社区、莫阳社区、秦埂社区、御苑家园社区、中惠晨曦社区、日益社区、晨曦馨苑社区、凯翔国际社区、欧风丽苑社区、康桥花园社区、绿色时光社区、庆元家园社区、华晨嘉园社区、峰汇园社区和玉成社区。